# Puerto Rico en los Juegos Olímpicos de Lillehammer 1994
Puerto Rico estuvo representado en los Juegos Olímpicos de Lillehammer 1994 por cinco deportistas masculinos que compitieron en bobsleigh.
El portador de la bandera en la ceremonia de apertura fue el piloto de bobsleigh Liston Bochette. El equipo olímpico puertorriqueño no obtuvo ninguna medalla en estos Juegos.